# Invasatura
Con il termine invasatura viene definito un qualunque procedimento atto a facililitare la sistemazione di un oggetto all'interno di un altro. Il riferimento più usuale e generico è all'operazione di mettere una pianta in un vaso, ma ne esistono anche significati più specifici utilizzati per applicazioni specialistiche (alcune protesi ortopediche, ad esempio) o in determinati settori tecnici, come nel campo delle attività di navigazione.

## Nella nautica
Nel mondo marinaresco vi sono almeno un paio di manufatti ben distinti che vengono indicati con il termine "invasatura". Il primo è quella speciale e robusta imbracatura scorrevole che sostiene la nave durante il varo. Il secondo è invece un particolare molo di ormeggio per navi e imbarcazioni che ne favorisce l'imbarco e lo sbarco dei mezzi trasportati; il termine è perciò riferito soprattutto al molo di attracco di prua delle navi traghetto ferroviarie.

### Per i traghetti
La caratteristica più evidente di un'invasatura per navi traghetto è costituita dalla forma a cuneo del molo di invaso, che è sagomato in modo tale da guidare la prua della nave fino al suo deciso "abbraccio" con il molo stesso. Ciò consente l'apertura anteriore dell'imbarcazione e un saldo collegamento del ponte mobile per il carico e lo scarico dei mezzi. Il procedimento di guida della nave richiede la costruzione di due moli laterali della lunghezza tra 70 e 100 m con l'applicazione di uno strato di fasciame in materiale "tenero", in genere travi di legno, che eviti lo sfregamento delle fiancate, e l'applicazione di sistemi ammortizzanti, posti dietro il fasciame, che attenuino l'urto laterale in caso di cattive condizioni del mare o di manovre imprecise. 

Il fasciame è costituito da un doppio ordine di travi verticali di legno duro posizionate verticalmente e collegate tra di loro, per mezzo di tiranti e bulloni, da una serie di altre travi poste in posizione orizzontale e allineate per tutta la lunghezza dell'invasatura. I pannelli così ottenuti sono posti su di un gradone ricavato sul molo, tenuti in sede con catene apposite e separati da appositi repulsori in gomma che ammortizzano gli urti.